# 2-ヘキサノン
2-ヘキサノン(メチルブチルケトン、英: 2-Hexanone, methyl butyl ketone, MBK)とは溶剤や塗料などに使用されるケトンである。

## 概要
硝酸セルロース、ビニルポリマー、コポリマー、天然樹脂、合成樹脂などを溶解する。それは光化学的に不活性であるので、溶媒として推奨される。しかし、それは非常に低く安全なしきい値の限界値を有する。2-ヘキサノンは、肺や経口、真皮を介して吸収され、神経毒性のある代謝生成物, 2,5-ヘキサンジオンを生じる。 動物実験では、2-ヘキサノンの神経毒性作用が2-ブタノン(メチルエチルケトン、MEK)の同時投与によって増強され得ることも示された。